# Lắk
Lắk (còn được viết là Lăk) là một huyện nằm ở phía nam tỉnh Đắk Lắk, Việt Nam.

## Địa lý
Huyện Lắk nằm ở phía nam của tỉnh Đắk Lắk, có vị trí địa lý:
- Phía đông và đông bắc giáp huyện Krông Bông
- Phía tây giáp huyện Krông Nô và huyện Đắk Glong thuộc tỉnh Đắk Nông
- Phía nam giáp huyện Đam Rông và huyện Lạc Dương thuộc tỉnh Lâm Đồng
- Phía bắc giáp huyện Krông Ana.

Huyện lỵ của huyện là thị trấn Liên Sơn cách Buôn Ma Thuột 60 km theo quốc lộ 27 đi Lâm Đồng.

## Lịch sử
Sau khi thực dân Pháp nắm được quyền cai trị Việt Nam, họ đã thực hiện hàng loạt các cuộc thám hiểm và chinh phục vùng đất Tây Nguyên. Trước đó, các nhà truyền giáo đã đi tiên phong lên vùng đất còn hoang sơ và chất phác này. Về danh nghĩa, vùng đất này vẫn thuộc quyền cai trị của Nam triều, nhưng trên thực tế, kể từ năm 1889 được đặt dưới quyền quản lý của Công sứ Quy Nhơn.
Năm 1892, chính quyền thực dân Pháp cho đặt tòa đại lý hành chính Kon Tum, do một giáo sĩ người Pháp là Vialleton (tên Việt: Truyền) phụ trách, trực thuộc tòa công sứ Bình Định. Ngày 16 tháng 10 năm 1896, khâm sứ Trung Kỳ là Léon Jules Pol Boulloche đề nghị Cơ mật viện triều Nguyễn giao cho Pháp trực tiếp phụ trách an ninh tại các cao nguyên Trung Kỳ. Năm 1899, thực dân Pháp buộc vua Đồng Khánh ban dụ ngày 16 tháng 10 trao cho chính quyền thực dân Pháp toàn quyền tổ chức hành chính và trực tiếp cai trị các dân tộc thiểu số ở đây. Năm 1901, chính quyền thực dân Pháp đặt sở đại lý ở Trà Mi, tỉnh Quảng Ngãi để quản lý toàn vùng sơn cước bốn tỉnh Quảng Nam, Quảng Ngãi, Bình Định và Phú Yên. Tuy đây chưa phải là đất Cao nguyên nhưng được dùng làm cơ sở tiếp quản dần, tách rời vùng mạn ngược với miền xuôi.
Năm 1923, tỉnh Darlac được thành lập và được đặt dưới quyền cai trị của một công sứ Pháp. Ban đầu, dưới chính quyền cấp tỉnh không phân thành các cấp hành chính như ở miền xuôi, mà chỉ có các tòa đại lý hành chính quản lý theo vùng. Mãi đến năm 1931, Toàn quyền Đông Dương ra nghị định thành lập đơn vị hành chính cấp quận ở các tỉnh Tây Nguyên, tương tự như các quận ở Nam Kỳ. Tỉnh Darlac gồm 5 quận: Buôn Mê Thuộc, Buôn Hồ, Lăk, Đăk Song, M'Đrăk, với 440 buôn làng.
Nghị định số 356-BNV/HC/NĐ của chính quyền Việt Nam Cộng hòa ngày 2 tháng 7 năm 1958 ấn định tỉnh Darlac có 5 quận, 21 tổng và 77 xã. Trong đó, quận Ban Mê Thuột có 4 tổng, quận Lạc Thiện (đổi tên từ quận Lăk) có 7 tổng, quận M’Đrak có 4 tổng, quận Đak Song có 2 tổng và quận Buôn Hồ có 4 tổng.
Sau năm 1975, quận Lạc Thiện chuyển thành huyện Lắk, bao gồm thị trấn Liên Sơn và 8 xã: Bông Krang, Đắk Liêng, Đắk Nuê, Đắk Phơi, Krông Nô, Nam Ka, Yang Bung, Yang Tao.
Ngày 17 tháng 1 năm 1984, chia xã Yang Bung thành 2 xã: Buôn Triết và Buôn Tría.
Ngày 9 tháng 11 năm 1987, chuyển xã Nam Ka về huyện Krông Nô mới thành lập.
Ngày 26 tháng 11 năm 2003, Quốc hội ban hành Nghị quyết 22/2003/QH11 chia tỉnh Đắk Lắk thành hai tỉnh Đắk Lắk và Đắk Nông, huyện Lắk bao gồm thị trấn Liên Sơn và 8 xã: Bông Krang, Buôn Tría, Buôn Triết, Đắk Liêng, Đắk Nuê, Đắk Phơi, Krông Nô, Yang Tao.
Ngày 2 tháng 1 năm 2004, chuyển 2 xã Ea R'bin và Nam Ka thuộc huyện Krông Nô (sau khi chuyển huyện Krông Nô về tỉnh Đắk Nông mới thành lập) về huyện Lắk của tỉnh Đắk Lắk mới quản lý.
Huyện Lắk có 1 thị trấn và 10 xã như hiện nay.

## Hành chính
Huyện Lắk có 11 đơn vị hành chính cấp xã trực thuộc, bao gồm thị trấn Liên Sơn (huyện lỵ) và 10 xã: Bông Krang, Buôn Tría, Buôn Triết, Đắk Liêng, Đắk Nuê, Đắk Phơi, Ea Rbin, Krông Nô, Nam Ka, Yang Tao.

## Kinh tế
Đây là một vựa lúa của tỉnh. Có hai hồ lớn tự nhiên là hồ Lắk và hồ Buôn Triết. Có hai khu rừng đặc dụng là: Khu bảo tồn thiên nhiên Nam Kar và rừng lịch sử văn hóa môi trường hồ Lắk. Biệt điện Bảo Đại xây từ năm 1956 trên một quả đồi nằm ven hồ Lắk.

## Hình ảnh

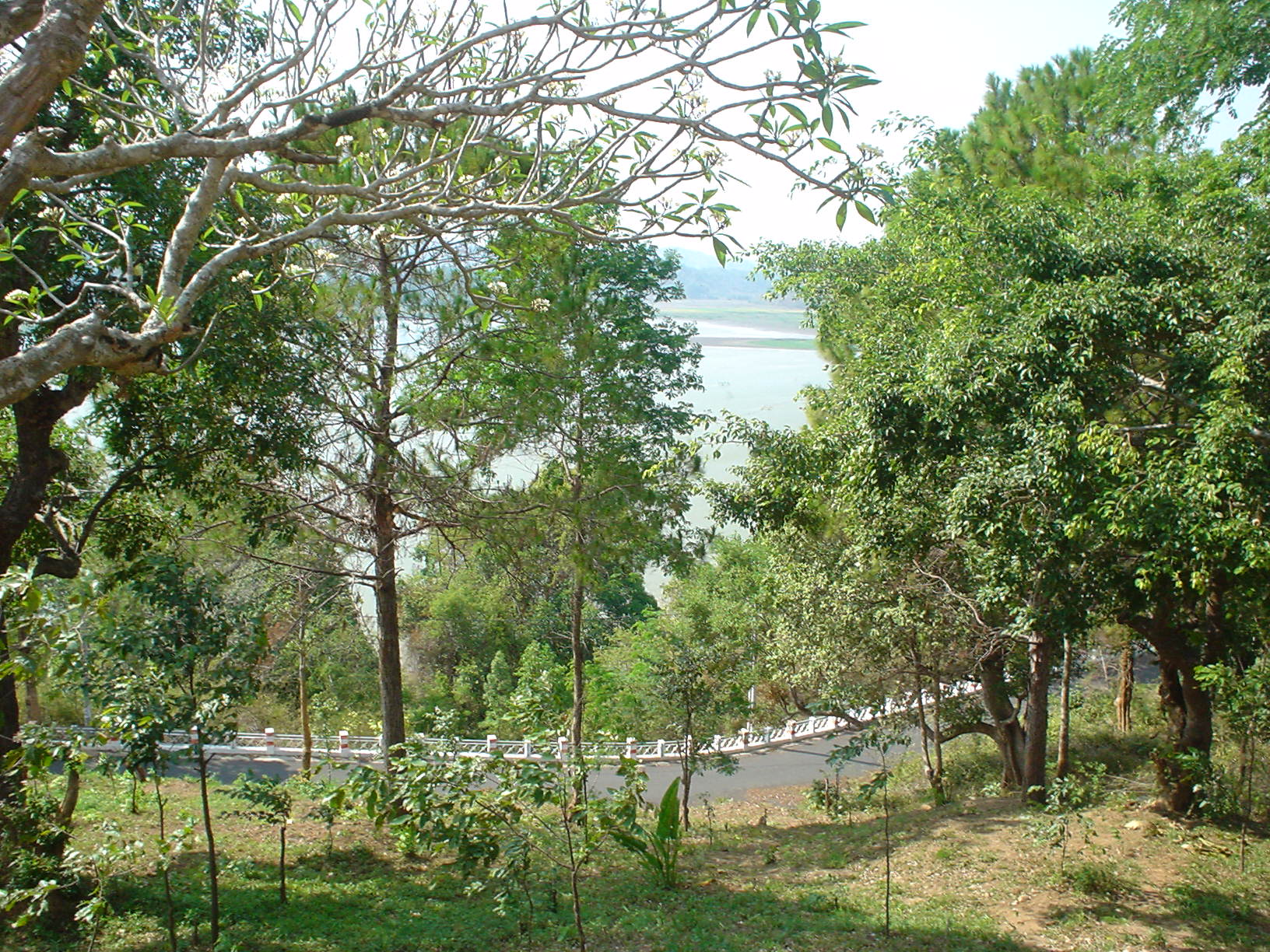
Hồ Lắk nhìn từ sân Biệt điện
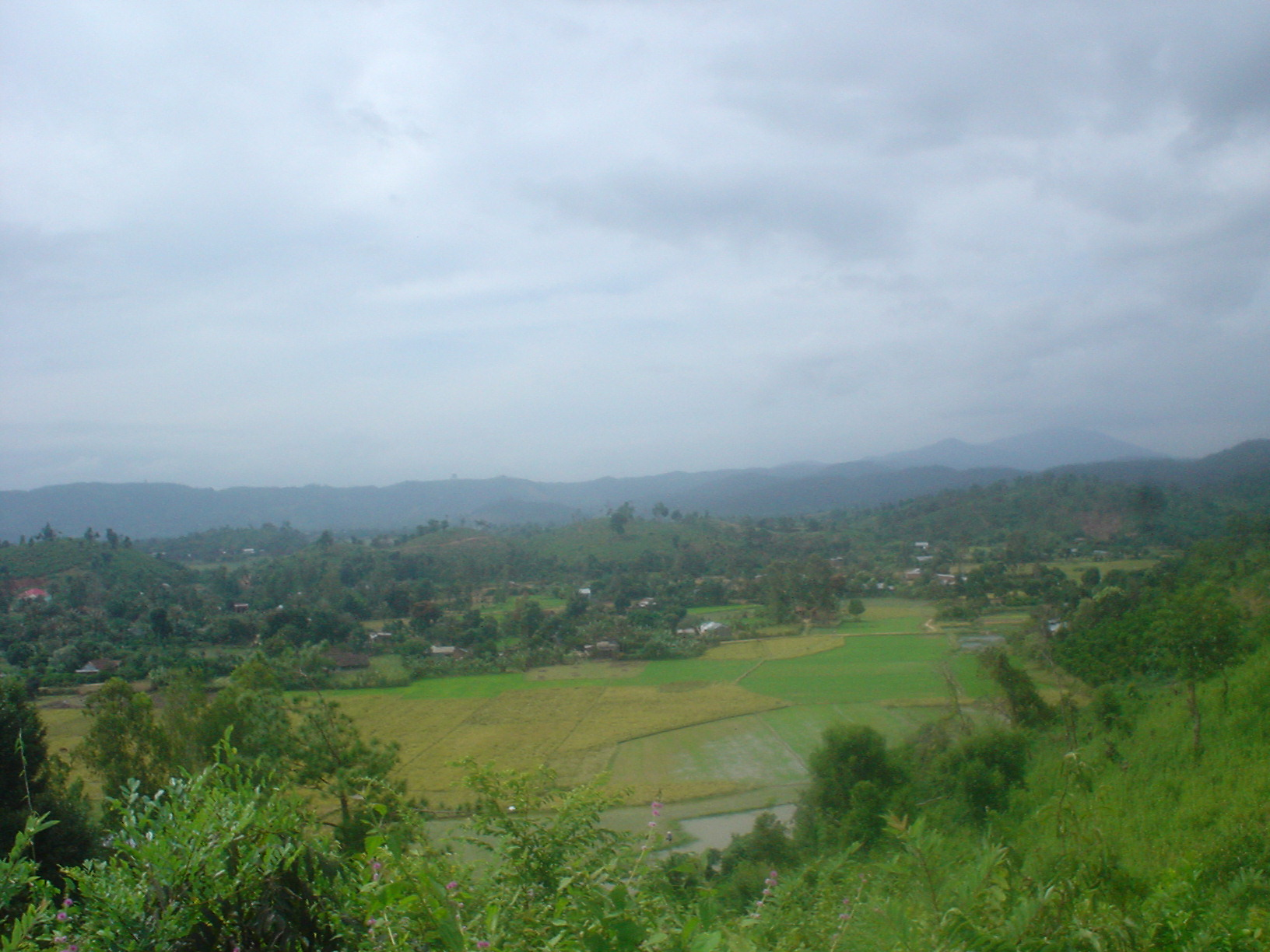
Toàn cảnh Lắk nhìn từ sân Biệt điện